# Croix de Verson
La croix de Verson est un monument situé à Verson, en Normandie.

## Localisation
La croix est située dans le cimetière, à proximité de l'Église Saint-Germain de Verson.

## Historique
La croix est datée du XVIIe siècle et est inscrite comme monument historique depuis le 4 octobre 1932.

## Galerie

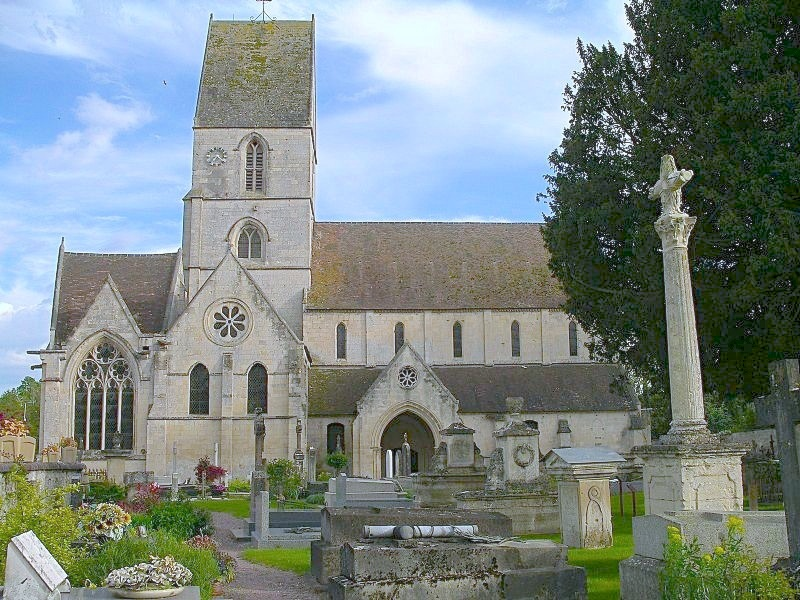
La croix et l'église Saint-Germain de Verson
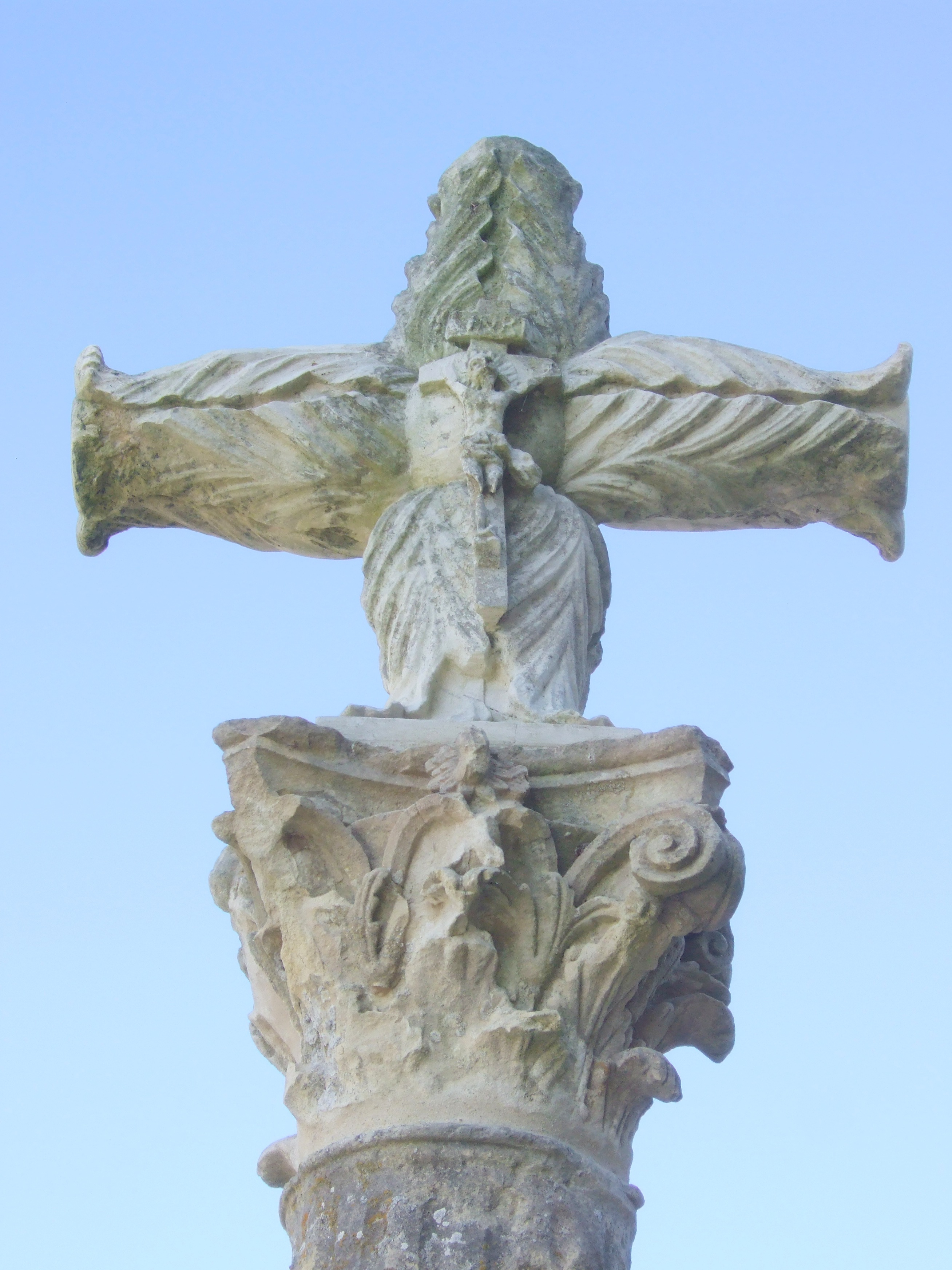
Détail